# Bruno Chizzo
Bruno Chizzo (19. duben 1916, Udine, Italské království – 14. srpen 1969, Terst, Itálie) byl italský fotbalový záložník.
S italskou reprezentací vyhrál MS 1938, byť byl náhradníkem a na turnaji do hry nezasáhl. Za národní tým neodehrál žádné utkání, byť byl do reprezentačního výběru čtyřikrát povolán.

## Hráčské úspěchy

### Reprezentační
- 1x na MS (1938 - zlato)